# グアテマラの世界遺産
グアテマラの世界遺産 （グアテマラのせかいいさん）はユネスコの世界遺産に登録されているグアテマラ国内の文化・自然遺産。
※この項目はウィキプロジェクト 世界遺産に準じて作成されています

## 文化遺産
- アンティグア・グアテマラ - (1979年)
- キリグアの遺跡公園と遺跡群 - (1981年)
- タカリク・アバフ国立考古公園 - （2023年）

## 自然遺産
なし

## 複合遺産
- ティカル国立公園 - (1979年)